# Seterra
Seterra é um programa de geografia, com 70 exercícios diferentes no qual o usuário aprende sobre países, capitais, bandeiras e cidades de todo o mundo. Exemplos de exercícios: localizar cidades ou países de um determinado continente, localizar acidentes do relevo, aprender as bandeiras nacionais de países e cidades.
Seterra está disponível em Holandês, Dinamarquês, Inglês, Alemão, Francês, Italiano, Português (Brasileiro), Espanhol e Sueco. Cada exercício possui uma lista de pontuações recordes para você acompanhar seu progresso.